# Waw

La lettera fenicia Wāw

Wāw o Vav (anche vau) è la sesta lettera nella gamma di alfabeti semitici nordoccidentali quali l'alfabeto fenicio, l'aramaico, l'ebraico, il siriaco e l'arabo ("sesta" nel tradizionale ordine abjad, 27ª nell'ordine arabo moderno). Viene dopo la ḥē (ה) e prima della zayin (ו). Corrisponde a cinque lettere latine: F, U, V, W e Y. La wāw fenicia sembra una Y ma si pronuncia w. Quella ebraica sembra un trattino (ו).
In arabo e quindi nella maggioranza delle lingue semitiche rappresenta il suono /w/, sebbene in altre, come l'ebraico moderno e la lingua persiana indoeuropea, rappresenti invece il suono  v. In alcune (come l'ebraico e l'arabo) anche la vocale lunga uː.
Waw letteralmente significa gancio/picchetto/lancia.

## Wawebraica
| Varianti ortografiche | Varianti ortografiche | Varianti ortografiche | Varianti ortografiche | Varianti ortografiche |
| Vari font tipografici | Vari font tipografici | Vari font tipografici | Corsivo ebraico       | Carattere Rashi       |
| Serif                 | Sans-serif            | Monospazio            | Corsivo ebraico       | Carattere Rashi       |
| --------------------- | --------------------- | --------------------- | --------------------- | --------------------- |
| ו                     | ו                     | ו                     |                       |                       |

Ortografia ebraica compitata: וָו‎

### Pronuncia nell'ebraico moderno
Waw ha tre varianti ortografiche, ognuna con un differente valore fonemico e rendimento fonetico:

| Variante (con niqqud) | Senza niqqud            | Nome                                                                            | Valore fonemico | Rendimento fonetico | Esempio italiano |
| --------------------- | ----------------------- | ------------------------------------------------------------------------------- | --------------- | ------------------- | ---------------- |
| ו                     | come lettera iniziale:ו | vav consonantica (ebraico: vav iItsurit ו׳ עיצורית)                             | /v/             | v                   | voto             |
| ו                     | mediana:וו              | vav consonantica (ebraico: vav iItsurit ו׳ עיצורית)                             | /v/             | v                   | voto             |
| ו                     | finale:ו o יו           | vav consonantica (ebraico: vav iItsurit ו׳ עיצורית)                             | /v/             | v                   | voto             |
| וּ                     | ו                       | vav shruka ([väv ʃruˈkä] / ו׳ שרוקה) o shuruq ([ʃuˈruk] / שׁוּרוּק)                | /u/             | u                   | virtù            |
| וֹ                     | ו                       | vav chaluma ([väv χäluˈmä] / ו׳ חלומה) o holam male ([χo̞ˈläm maˈle̞] / חוֹלָם מָלֵא) | /o/             | o̞                   | no, nodo         |

Nell'ebraico moderno la frequenza d'uso di waw, tra tutte le lettere, è di circa il 10.00%.

### Valore numerico
Waw nella ghematria rappresenta il numero 6 e quando viene usato all'inizio degli anni ebraici, indica 6000 (cioè ותשנד‎ in numeri sarebbe la data 6754.)

### Parole scritte conwaw
Waw all'inizio di una parola può avere diversi significati:
- waw congiuntiva (Vav Hachibur, letteralmente "la waw di congiunzione" — chibur significa "unire, o mettere insieme") è una waw che connette due parole o parti di una frase; è una congiunzione grammaticale che significa "e", cognata dell'arabo. Questo è l'uso più comune.[4]
- waw consecutiva (Vav Hahipuch, letteralmente "la waw di inversione" — hipuch significa "rovesciamento"), principalmente biblica, erroneamente scambiata a volte per il precedente tipo di waw; indica conseguenza di azioni e inverte il tempo del verbo che la segue:
  - quando messa di fronte ad un verbo di tempo imperfetto, cambia il verbo in perfetto;
  - quando messa di fronte ad un verbo al perfetto, lo cambia in tempo imperfetto.

(Nota: l'ebraico più antico non aveva "tempi" nel senso temporale: "perfetto" e "imperfetto" denotavano invece aspetti di un'azione completata o continua. I tempi verbali dell'ebraico moderno si sono invece avvicinati alle loro controparti indoeuropee. Come regola, l'ebraico moderno non usa la forma di "waw consecutiva").

## Wawsiriaca
| Waw            |
| -------------- |
| Madnḫaya Waw   |
| Serṭo Waw      |
| Esṭrangela Waw |

Nell'alfabeto siriaco la sesta lettera è ܘ — Waw ܘܐܘ, viene pronunciata come una [w]. Quando usata come una mater lectionis, la Waw con un punto in apice è una vocale [o], con un punto sottolettera diventa una vocale [u]. Il valore numerico è 6.